# Lobbia

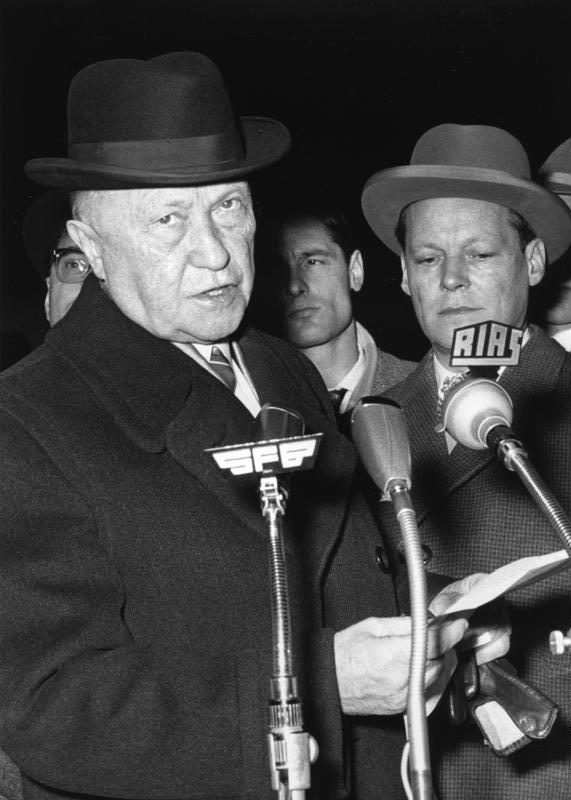
Konrad Adenauer e Willy Brandt indossano entrambi una lobbia in una foto del 1961.

La lobbia (o il lobbia), chiamata anche homburg, è un tipo di cappello semirigido di feltro, da uomo, caratterizzato dalla infossatura centrale e dalle tese larghe con orlo rialzato.È considerato un cappello formale, tipicamente associato a contesti eleganti e ufficiali.
Il nome italiano deriva da quello del deputato Cristiano Lobbia che nel 1869 fu vittima di una brutale aggressione lungo una via di Firenze, allora capitale d'Italia, sede del Parlamento. Fu colpito da una gran botta in testa (che infossò il suo cappello) e da tre pugnalate al petto, tra l'indignazione di Firenze e dell'intero Regno Italiano. Un cappellaio intraprendente approfittò della pubblicità suscitata dalla vicenda per mettere in vendita cappelli "alla Lobbia".
Negli anni seguenti, il cappello lobbia si diffuse in tutta Italia, diventando simbolo di eleganza maschile. 
In Inghilterra, una variante del cappello fu resa popolare da Edoardo VII del Regno Unito, che lo adottò durante una visita alla città di Bad Homburg, in Germania. Da quel momento, il cappello divenne noto con il nome "Homburg".

## Caratteristiche
Il cappello lobbia è tradizionalmente realizzato in feltro di lana, un materiale che conferisce al cappello una struttura semirigida e resistente. È caratterizzato da una piega centrale nella parte superiore della cupola e da tese larghe con bordi rialzati. Il colore più comune è il nero o il grigio, sebbene esistano varianti in altri colori per adattarsi a diverse occasioni formali.

## Diffusione
In Italia, il cappello lobbia divenne un accessorio molto popolare tra la classe politica e l'alta borghesia, soprattutto tra la fine del XIX e l'inizio del XX secolo. In particolare, la sua forma elegante e sobria lo rendeva ideale per eventi formali e cerimonie ufficiali.
Nel Regno Unito, il cappello Homburg fu adottato da personalità illustri come Winston Churchill che lo rese parte integrante del suo abbigliamento quotidiano, contribuendo ulteriormente alla sua diffusione internazionale. Anche figure del mondo del cinema, come Al Pacino nel film Il padrino, hanno contribuito a rendere il cappello un'icona stilistica.

## Curiosità nel cinema
Nel film Un eroe dei nostri tempi, diretto da Mario Monicelli, un cappello alla lobbia assume un'importanza primaria in varie sequenze.
I Procol Harum gli hanno dedicato l'omonima canzone Homburg pubblicata su 45 giri nel 1967.
Nel film Don Camillo e l'onorevole Peppone (1955), il cappello Lobbia è il cappello che indossa Peppone al momento di recarsi a Roma, dopo la sua elezione alla camera dei deputati. Simboleggia il passaggio di Peppone da sindaco di un piccolo paese di provincia, quando indossava più spesso un fedora morbido, a deputato della repubblica, quando inizia ad indossare il Lobbia.
Nel film Don Camillo monsignore... ma non troppo (1961), Peppone e Don Camillo ritornano insieme a Brescello. Peppone indossa un cappello Lobbia, a sottolineare il suo status di senatore. Durante la sua permanenza a Brescello, tornerà ad indossare un fedora, che rappresenta le sue origini e la sua battaglia proletaria. Al termine della pellicola, dovendo Peppone fare ritorno a Roma, di nuovo si ritroverà a portare un Lobbia.